# 上帝之手

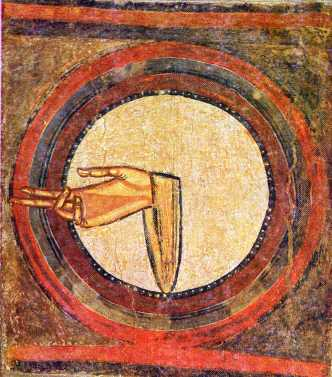
上帝之手，西班牙加泰罗尼亚圣克莱门特德陶尔的壁画

上帝之手（拉丁语：Manus Dei），也被称为Dextera domini/dei（“上帝的右手”）是一个短语，用上帝「出手」干预比喻天意。上帝之手是犹太教和基督教藝術中的一个主题，尤其是在古罗马晚期和中世纪早期，当时将耶和华或天父描绘成完整的人形被认为是不可接受的。通常不是真的有一个具象的手出现。
在后来的基督教作品中，它往往被完全实现的天父形象所取代，其描绘在西方基督教中已经变得可以接受，但在东正教或犹太艺术中则不然。尽管上帝之手传统上被理解为上帝干预或认可人类事务的象征，但上帝之手也可能反映了古代晚期仍然存在的神灵拟人化观念。

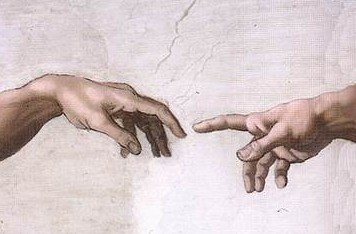
上帝之手创造并点化亚当，米开朗基罗绘于梵蒂冈西斯汀禮拜堂

## 流行文化
- 1986年足球運動員迭戈·馬拉多納的一個具有爭議性的手球進球。雖然犯規但由於處在英阿馬島戰爭后，獲得了廣泛的同情，被稱爲上帝之手。